# Piri (Dembos)
Piri é uma vila e comuna angolana, pertencente ao município dos Dembos, na província do Bengo.